# Hydroxietylstärkelse
Hydroxietylstärkelse (HES) är ett stärkelsederivat som använts inom anestesi- och intensivvård i infusionslösningar för blodvolymersättning. Det förbjöds av EU-kommissionen 2013 vid behandling av sepsis och inom intensivvård. HES avregistrerades helt som läkemedel i Sverige den 10 november 2018. Oavsett fabrikat används ofta varumärkesnamnet Hemohes för att beteckna preparat innehållande hydroxietylstärkelse.
HES är listat som dopningsmedel av WADA eftersom det kan användas (och har använts) för att öka blodvolymen i avsikt att dölja bruk av andra substanser (som EPO).
HES framställs genom hydrolys (för att minska molekylstorleken) och efterföljande hydroxietylering av amylopektin (som erhålls ur majs- eller potatisstärkelse, som nästan bara består av amylopektin). Hydoxietyleringen stabiliserar molekylen mot nedbrytning av α-amylas och gör den vattenlöslig. Hydroxietyleringen kan åstadkommas på olika sätt, men i princip är nettoreaktionen:
stärkelse + n etenoxid → n-hydroxietyl-stärkelse
HES klassificeras som M/S där M anger den genomsnittliga molvikten (i kDa=kg/mol) och S substitutionsgraden (antal hydroxietylgrupper per glukosenhet). Ju högre molvikt desto lägre osmotisk effekt och ju högre substitutionsgrad desto långsammare nedbrytning av HES-molekylerna (och därmed längre verkan).

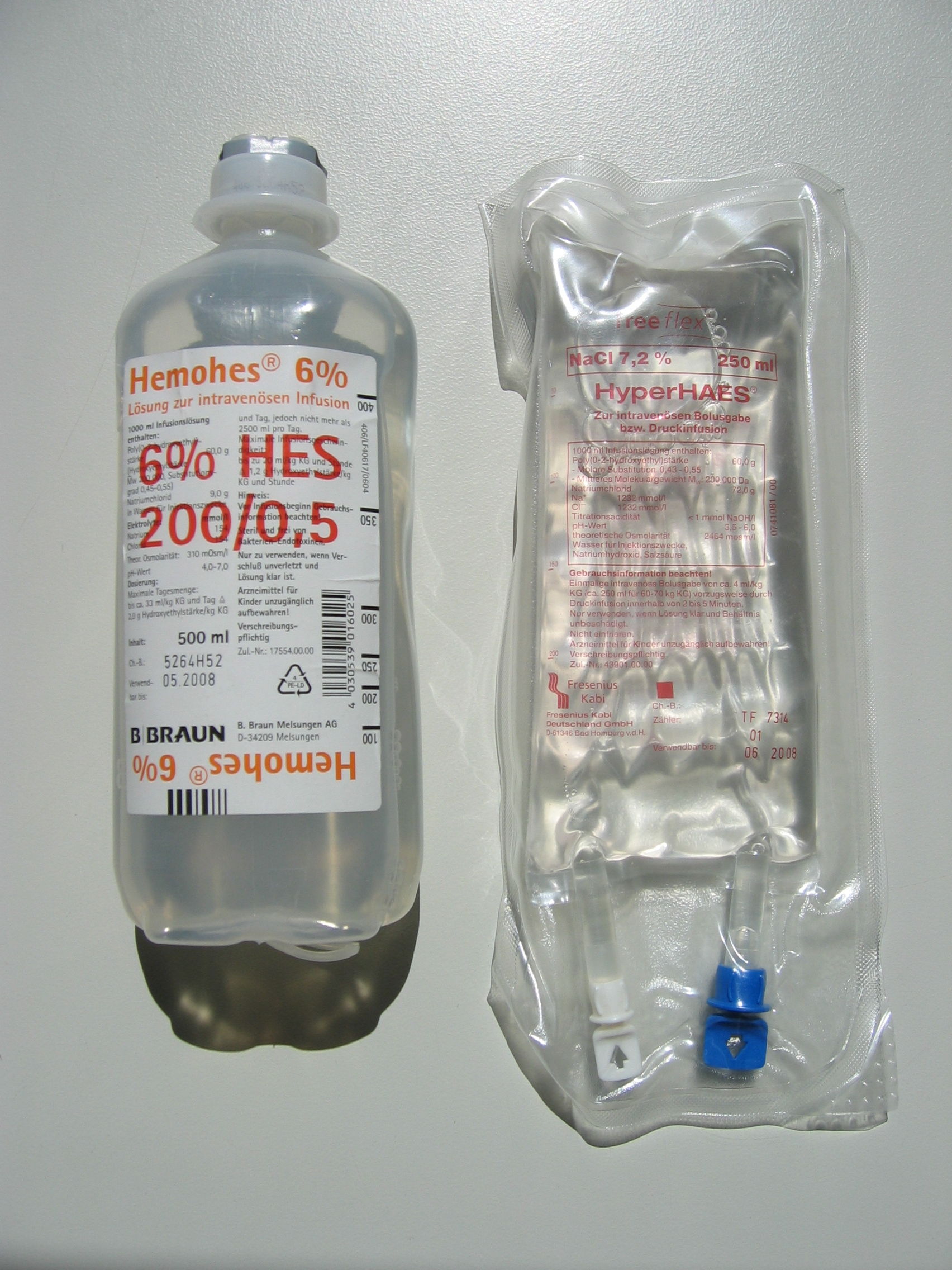
Flaskan till vänster innehåller en sexprocentig lösning av HES 200/0,5 (genomsnittlig molvikt 200 kg/mol och substitutionsgrad 0,5 hydroxietylgrupper per glukosenhet).